# Зарай, Рика
Рика Зарай (также Зараи, фр. Rika Zaraï, урождённая Ривка Гозман; 19 февраля 1938, Иерусалим, Палестина (ныне Израиль) — 23 декабря 2020) — израильская и французская певица.

## Биография
Отец певицы (фр. Eliezer Gozman) был родом из Одессы, а мать (фр. Fruma Yosefovitch) из Воложина. Окончила Иерусалимскую академию музыки и танца по классу фортепиано. Выступать певицей начала во время службы в израильской армии, создав там музыкальную группу и сочинив собственный мюзикл. Была замужем за композитором Йохананом Зараи (ивр., 1929—2016), который был аранжировщиком и руководителем сопровождающего Рику Зарай оркестра.
В 1969 году стала известна на Западе главным образом благодаря песням «Casatchok» и «Alors je chante», а также французской версии песни «Vivo cantando» (англ.). Переехала во Францию, чтоб сделать успешную карьеру в Европе, где исполняла французские эстрадные песни, а также израильские классические хиты такие, как «Хава нагила», «Золотой Иерусалим» и другие.
Репертуар был составлен из песен на французском, иврите, английском, итальянском, испанском и немецком языках.
В 2006 году опубликовала биографию под названием «Всегда есть повод для надежды» (фр. «L’espérance a toujours raison»).
Жила в Париже, но периодически и в Израиле. Согласно сообщению израильской газеты «Едиот Ахронот», в 2008 году перенесла инсульт, который парализовал левую сторону тела. Скончалась в Париже в 2020 году на 83-м году жизни.

## Дискография

### Студийные альбомы
- chante Israël (1962)
- Rika Zaraï (1964)
- Un beau jour je partirai (1967)
- Alors je chante (1969)
- Moi le dimanche (1971)
- Un refrain (1973)
- Chansons d’Israël (1973)
- Ma poupée de France (1975)
- Dad li di (1979)
- Chante l’ami (1982)
- L’espoir (1983)
- sans rancune et sans regret (1985)
- Story (1988)
- Hava (2000)
- Quand les hommes (2007)

### Концертные альбомы
- Olympia 1970 (1970)
- Les beaux jours / Olympia 72 (1972)
- La tournée des idoles — Vol.2 (2007)

### Синглы
- Hava naguila, 1960
- L’olivier, 1960
- Comme au premier jour, 1960
- Exodus, 1961
- Roméo, 1961
- Tournez manèges, 1963
- Elle était si jolie, 1963  (кавер-версия французской песни, звучавшей на Евровидении 1963)
- Et pourtant, 1964
- Michaël, 1964
- Le temps, 1964
- Le temps des vacances, 1965
- Quand je faisais mon service militaire, 1965
- Prague, 1966
- Un beau jour je partirai, 1967
- Casatschock, 1969
- Alors je chante, 1969  (французская версия израильской песни, звучавшей на конкурсе Евровидение 69)
- 21 rue des amours, 1969
- Balapapa, 1970
- Tante Agathe, 1970
- Moi le dimanche, 1971
- Les jolies cartes postales, 1971
- Les beaux jours, 1972
- Les mariés de l'été, 1973
- C’est ça la France, 1973
- Ma poupée de France, 1975
- Sans chemise, sans pantalon, 1975
- Super skate, 1978
- Abanibi, 1978  (французская версия израильской песни, победившей на конкурсе Евровидение 78)
- Alléluia, 1979  (французская версия израильской песни, победившей на конкурсе Евровидение 79)
- Ami, 1980
- Hochana, 1985
- Sans rancune et sans regret, 1985
- La bonne santé, 1989
- Oriental hava, 2000
- Le temps des fleurs, 2000
- Chanson pour l’auvergnat, 2008

### Сборники
- Ses 16 plus grands succès (1965) / переиздание 1967
- Chante Israël (1965) / переиздание 1967
- Ses 16 plus grands succès-Vol.2 (1965) / переиздание 1967
- Impact Volume 1 (1973)
- Ses 16 plus grands succès-Vol.3 (1973)
- Succès (1973)
- Collection or-Vol.1 (1973)
- Collection or-Vol.2 (1973) / переиздание 1978
- Le disque d’or (1974)
- Tante Agathe (1974)
- Les plus grands succès de Rika Zaraï (1974)
- Impact Volume 2 (1974)
- Coffret Impact Rika Zaraï et Enrico Macias (1974)
- Impact album 2 disques (1975)
- Reimpréssion (1977)
- Collection or-Chante Israël (1978)
- Ses plus grands succès (1989)
- 30 ans d’amour (1991)
- Les années bel air (2002)
- Les plus grands succès (2002)
- Le meilleur de Rika Zaraï (2003)